# Carlobruchia carbonaria
Carlobruchia carbonaria là một loài bọ cánh cứng trong họ Chrysomelidae. Loài này được Klug miêu tả khoa học năm 1829.